# Lourdeskapel (Susteren)
De Lourdeskapel of Kapel aan het Hout is een kapel in Susteren in de Nederlandse gemeente Echt-Susteren. De kapel staat onder drie lindebomen aan de Elzenweg op ongeveer 200 meter buiten de bebouwde kom, tussen het dorp en natuurgebied 't Hout in het buitengebied.
De kapel is gewijd aan de heilige Maria, specifiek aan Onze-Lieve-Vrouw van Lourdes.

## Geschiedenis
Jeupke Denis die woonachtig was in Susteren leed aan een kwaal aan zijn benen. Om genezing te vinden ging Jeupke naar Lourdes en beloofde Maria een kapel te bouwen als hij zou genezen. Toen hij weer in Susteren was verdween de kwaal en hield hij woord. In 1933 werd de kapel gebouwd.

## Gebouw
De neogotische open bakstenen kapel wordt omgeven door een hekje en is een niskapel opgetrokken op een rechthoekig grondplan gedekt door een cementstenen zadeldak. De frontgevel en achtergevel zijn een puntgevel met tegen de punt van de frontgevel een stenen kruis met corpus. In de frontgevel bevindt zich de spitsboogvormige toegang die afgesloten wordt een traliehek. Onder de toegang is een gevelsteen ingemetseld waarin een tekst is aangebracht die verwijst naar de verschijning van Maria aan Bernadette in Lourdes:

Zeg me, goede Vrouwe, wie Gij zijt!
Ik Ben de Onbevlekt Ontvangene.

Van binnen wordt het gehele interieur gevormd door een Lourdesgrot van ruwe natuurstenen. In de nis van deze grot staat een Lourdesbeeldje van een biddende Maria en onderaan een Bernadettebeeldje.